# Bukovlje
Bukovlje (do roku 1971 Bukovlje Podvinjsko, srbsky Буковље, maďarsky Bukolya) je vesnice a správní středisko stejnojmenné opčiny v Chorvatsku v Brodsko-posávské župě. Nachází se na úpatí pohoří Dilj, asi 4 km severovýchodně od Slavonského Brodu. V roce 2011 žilo v Bukovlji 1 982 obyvatel, v celé opčině pak 3 108 obyvatel. Celé sídlo je de facto předměstím města Slavonski Brod.
Součástí opčiny je celkem pět trvale obydlených vesnic.
- Bukovlje – 1 982 obyvatel
- Ježevik – 63 obyvatel
- Korduševci – 161 obyvatel
- Šušnjevci – 258 obyvatel
- Vranovci – 644 obyvatel

Opčinou procházejí župní silnice Ž4187, Ž4202 a Ž4213. Jižně též prochází dálnice A3 a nachází se zde na ní exit 15, zajišťující rychlé spojení Bukovlje s dálnicí.